# Joseph Watt
Joseph Watt (Gardenstown, 25 giugno 1887 – Fraserburgh, 13 febbraio 1955) è stato un militare inglese, insignito della Victoria Cross durante la prima guerra mondiale per il coraggio dimostrato durante il combattimento notturno del 15 maggio 1917 nel Canale d'Otranto. Per questo fatto fu insignito con la Medaglia d'argento al valor militare dal governo italiano e con la Croix de guerre dal governo francese.

## Biografia
Nacque il 25 giugno 1887 nel villaggio scozzese di Gardenstown, che si affacciava sul Moray Firth, figlio di Joseph Sr. e Helen Watt. Suo padre esercitava l’attività di pescatore, mentre sua madre lavorava nell’industria ittica. All'età di dieci anni perse suo padre in un incidente in mare, e la sua famiglia si trasferì a Fraserburgh, nell’Aberdeenshire, dove la madre si risposò. Andò a lavorare sui pescherecci ancora adolescente, imbarcandosi dapprima sul White Daisy, ed acquistando poi una quota della proprietà del drifter Annie. Allo scoppio della prima guerra mondiale si arruolò volontario nella Royal Navy, partecipando al servizio di pattugliamento nel Mare del Nord a bordo dei pescherecci, a caccia di navi e sommergibili nemici. Nominato skipper del servizio di pattugliamento, sposò la signorina Jesse Ann Noble nei giorni immediatamente precedenti il suo invio all'estero. Trasferito in Italia dopo l’entrata in guerra di quest’ultimo paese, avvenuta il 24 maggio 1915, fu assegnato al servizio di pattugliamento del Canale di Otranto, al fine di impedire l’uscita dal Mare Adriatico dei sommergibili austriaci. Nel gennaio 1916 prese parte all’evacuazione dell’esercito serbo dai porti albanesi di San Giovanni di Medua e Durazzo, dopo l’esito negativo della campagna contro gli austro-ungarici. Per questa partecipazione fu decorato dal governo serbo con la Medaglia d’oro per il buon servizio.
Poco prima del giorno di Natale del 1916, il drifter su cui era imbarcato, l’HMS Gowan Lea, fu attaccato da un cacciatorpediniere austriaco impegnato in un'azione per rompere la linea di pattugliamento e permettere ai sottomarini di entrare nel Mediterraneo. Anche se colpito più volte dai proiettili nemici, e lievemente sbandato, il Gowan Lea non fu gravemente danneggiato e l'equipaggio rimase illeso. Questa azione fu premonitrice di una più grande incursione, pianificata per la rottura del blocco navale, da effettuarsi con le unità leggere agli ordini del capitano di vascello Miklós Horthy.

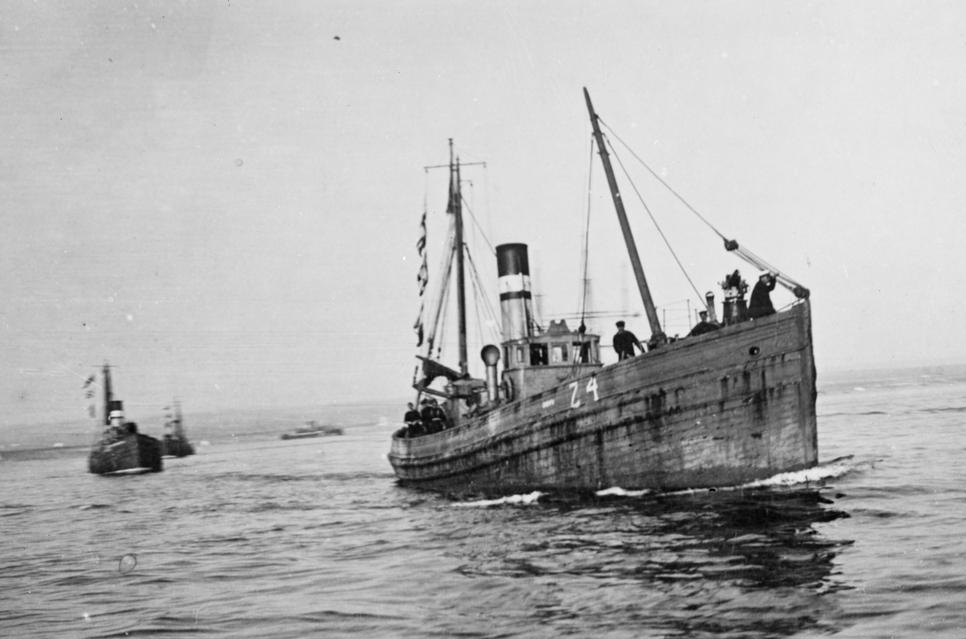
Pescherecci britannici diretti dalle loro basi nell'Adriatico verso il blocco.

Il 15 maggio 1917  Horthy salpò da Cattaro con tre esploratori,  due cacciatorpediniere e tre sommergibili che avrebbero dovuto sfruttare l’incursione per penetrare nel Mediterraneo. Le unità austro-ungariche arrivarono sull’obiettivo nella notte tra il 14 e il 15 maggio, eludendo la sorveglianza dei sommergibili F-10 e Bernoulli, ed affondando il cacciatorpediniere italiano Borea e il piroscafo Carroccio, danneggiando in maniera grave anche i piroscafi Bersagliere e Verità che riuscirono ad allontanarsi dalla zona di combattimento, venendo in seguito soccorsi da altre unità alleate.  Alle 03.30 i tre esploratori piombarono sui 47 drifter impegnati quella notte in azione di pattugliamento, affondandone ben 14 a cannonate dopo aver intimato agli equipaggi di abbandonare le navi. Il Gowan Lea impegnò combattimento contro l’esploratore Novara sparando con il suo cannone da 57 mm, ed arrivando a mettere a segno un colpo che, però, non riuscì a penetrare la cintura corazzata da 20 mm dell’unità austro-ungarica. Avendo ricevuto quattro colpi a bordo il Gowan Lea si allontanò molto danneggiato, e con il comandante gravemente ferito, ma dopo che le navi nemiche si allontanarono dalla zona, egli decise di ritornare indietro per soccorrere i naufraghi, salvando i marinai del drifter Floandi che era in procinto di affondare.
Ricoverato successivamente in un ospedale di Malta, per il coraggio dimostrato in questa azione fu insignito della Victoria Cross, la più alta onorificenza militare inglese, che gli fu consegnata in un'apposita cerimonia a Buckingham Palace, e la promozione a Chief Skipper. Tale onorificenza fu sempre fonte di disagio personale, ritenendo egli di non averla meritata.
Ritornato a Fraserburgh dopo la fine del conflitto, non parlò mai della sua esperienza in guerra, neanche alla moglie. La sua barca, la Annie, era andata perduta nel corso della guerra a causa di una mina, e così in sua sostituzione comprò la Benachie, a bordo della quale dimenticò di togliersi il berretto in occasione di un incontro con il Duca di Kent, fatto questo che lo mortificò per molto tempo. Dopo aver lavorato su diverse altre navi da pesca per i successivi venti anni, con lo scoppio della seconda guerra mondiale rientrò in servizio attivo nella Royal Navy come capitano di drifter, svolgendo compiti di pattugliamento nelle acque prospicienti le coste della Gran Bretagna. Fu sentito più volte lamentarsi per il fatto che gli era stato rifiutato il servizio all’estero a causa della sua età, e ciò gli sembrava un privilegio immeritato.
Si spense a causa di un cancro nella sua casa di casa Fraserburgh il 13 febbraio 1955, venendo sepolto accanto alla moglie ed ai suoceri nel cimitero di Kirktown.

### La medaglia
Joseph Watt evitò sempre la fama impostagli dalla Victoria Cross, conservandola in un cassetto a bordo del suo peschereccio, mostrandola solamente agli abitanti del suo paese che glielo chiedevano. Posta in vendita nell’aprile 2012, l’onorificenza si trova ora in esposizione presso l’Imperial War Museum di Londra.

### Annotazioni
1. ↑  Si trattava degli incrociatori della Classe Helgoland, SMS Novara, SMS Helgoland e SMS Saida.
2. ↑  Si trattava dei cacciatorpediniere Balaton e Csepel, al comando del capitano di corvetta principe Johannes von und zu Liechtenstein.
3. ↑  Anche il Floandi aveva impegnato combattimento contro le unità nemiche, e pur gravemente danneggiato riuscì ad allontanarsi dalla zona salvandosi.
4. ↑  In questo successivamente accompagnato dal figlio che era stato gravemente ferito durante la battaglia di Francia mentre prestava servizio con i Gordon Highlanders e congedato dall'esercito.

### Fonti
1. 1 2 3 4  Snelling 2002, pp. 167-174.
2. ↑  (EN) The London Gazette (PDF), n. 30386, 16 novembre 1917.
3. ↑  (EN) The London Gazette (PDF), n. 31886, 4 maggio 1920.
4. ↑  (EN) The London Gazette (PDF), n. 29966, 27 febbraio 1917.
5. ↑  Cernuschi, Gazzi 2014, p. 56.
6. 1 2 3  Cernuschi, Gazzi 2014, p. 57.
7. 1 2 3 4 5 6 7  Cernuschi, Gazzi 2014, p. 58.
8. ↑  (EN) The London Gazette (PDF), n. 30348, 23 ottobre 1917.
9. ↑   BBC News, su bbc.co.uk.
10. ↑  (EN) The London Gazette (PDF), n. 30258, 28 August 1917.

### Periodici
- Enrico Cernuschi e Alessandro Gazzi, Canale d’Otranto, 15 maggio 1917, in Storia Militare, n. 250, Parma, Ermanno Albertelli Editore, luglio 2014.